# Генеалогическое программное обеспечение

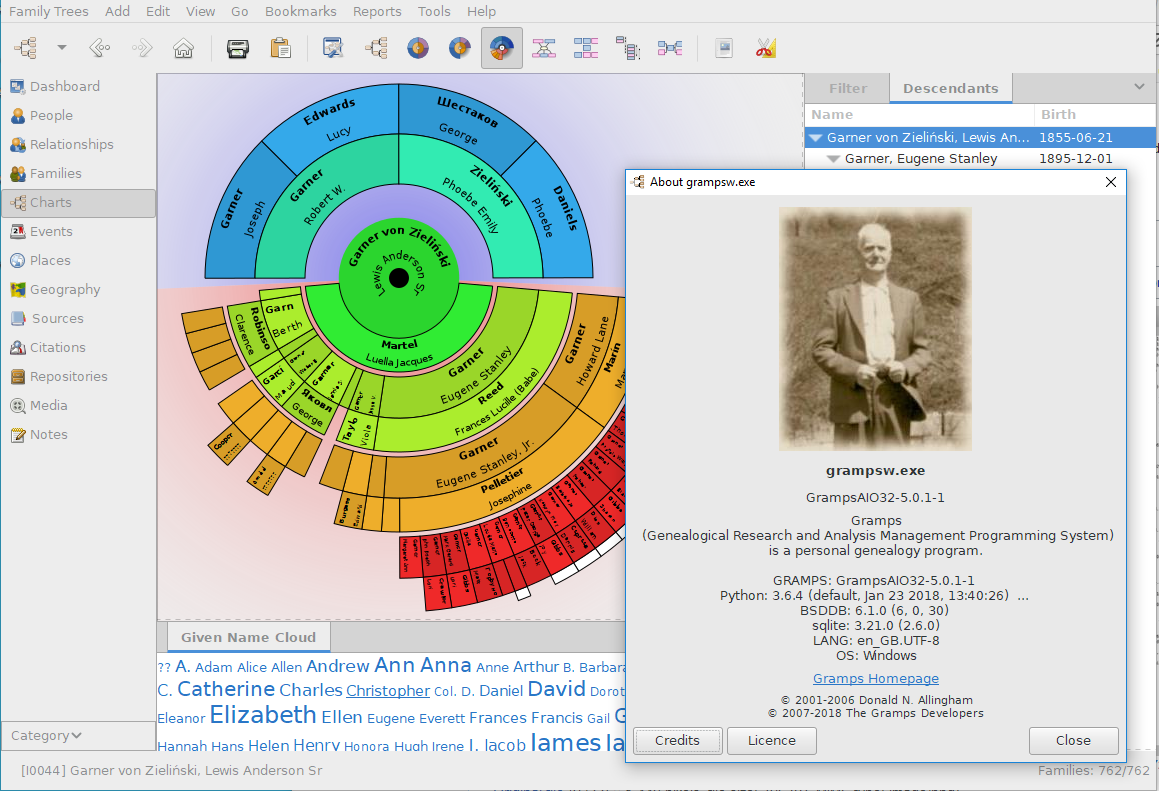
Gramps — пример настольного генеалогического ПО

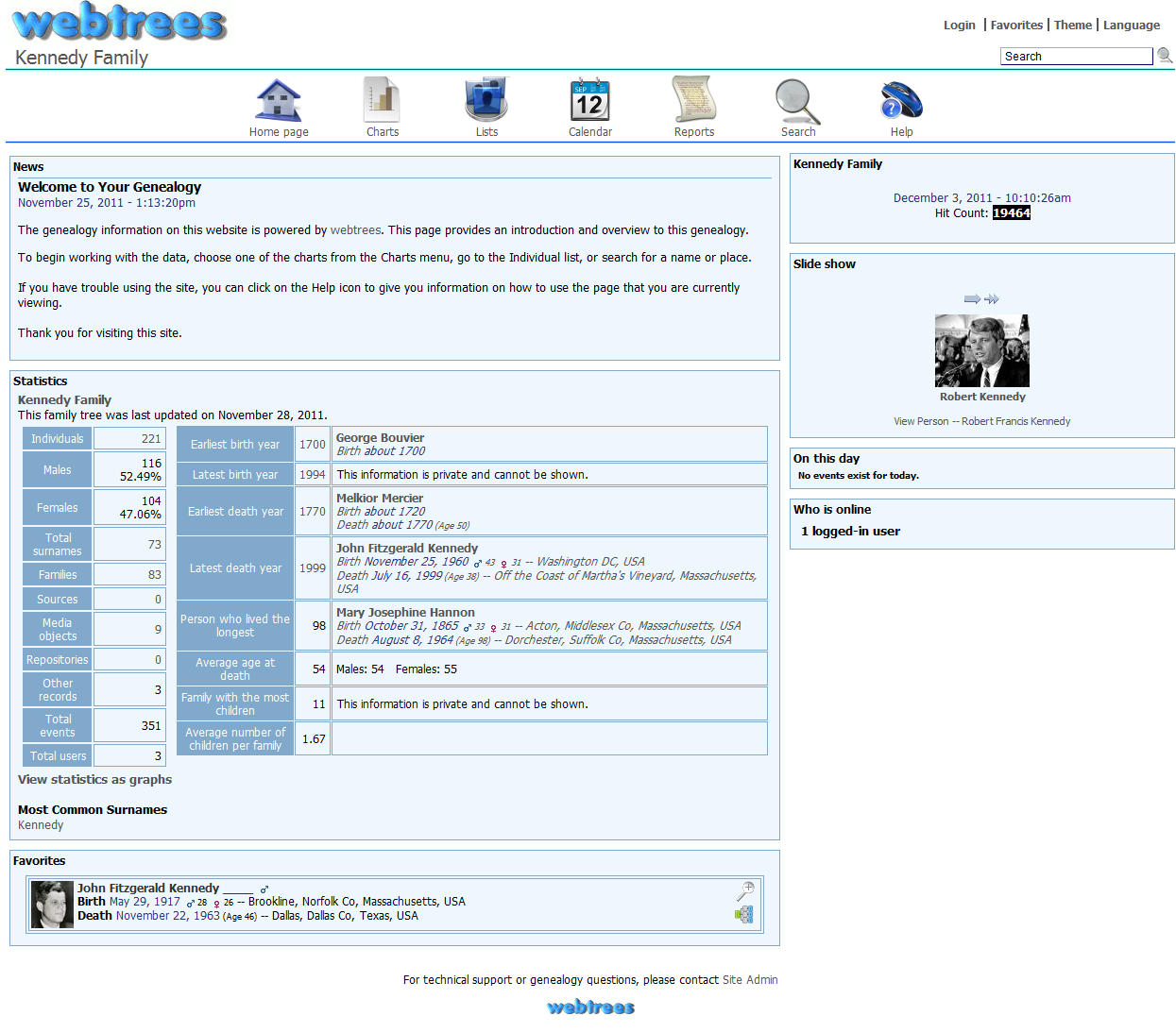
Webtrees — пример свободного генеалогического ПО для веб-сервера

Генеалогическое программное обеспечение — это разновидность ПО для ведения записей и публикации генеалогической информации.

## Возможности
Генеалогическое программное обеспечение собирает как минимум дату и место рождения, брака и смерти человека, а также хранит связи людей с их родителями, супругами и детьми. Некоторые более гибкие программы позволяют вводить данные о детях, рожденных вне брака, или о различных типах супружеских отношений. Кроме того, большинство генеалогических программ хранит записи о дополнительных событиях из жизни человека, заметки, фотографии и мультимедиа, а также ссылки на источники. Генеалогические программы могут создавать наглядные диаграммы и текстовые отчеты, например родословные диаграммы, поколенные росписи и различные отчеты. Некоторые настольные приложения генерируют HTML-страницы для веб-публикации; существуют также автономные веб-приложения. Большинство генеалогических программ могут импортировать и экспортировать данные с использованием стандарта GEDCOM.
Существуют также программы, позволяющие пользователям создавать генограммы, которые могут использоваться учеными, социальными работниками, врачами и другими людьми для получения графического представления дополнительной информации.
Некоторые программы включают дополнительные поля, относящиеся к определённым религиям. Другие фокусируются на особенностях определённых географических регионов. Например, наличие поля для герба семьи имеет значение только в том случае, если семья происходит из той части мира, где они используются.
Хотя большинство программ и приложений работают на настольных компьютерах, на рынке генеалогического программного обеспечения существует ряд веб-продуктов.
Генеалогические приложения часто фокусируются на управлении данными, поскольку они обладают инструментами по управлению информацией, которую они собирают о людях, семьях и событиях. Другие имеют инструменты, позволяющие генеалогу управлять исследованиями, инструменты картирования, программы построения диаграмм и программы веб-публикации.

## Обмен
Большинство генеалогических программ позволяют экспортировать данные в формате GEDCOM, которые могут быть переданы людям, использующим другое генеалогическое программное обеспечение. Некоторые генеалогические приложения используют GEDCOM внутри и, следовательно, работают напрямую с данными GEDCOM. Некоторые программы позволяют пользователю ограничивать, какая информация будет передана, обычно запрещая экспорт некоторых или всех персональных данных о живых людях по соображениям конфиденциальности.